# Вальє-де-Серрато
Вальє-де-Серрато (ісп. Valle de Cerrato) — муніципалітет в Іспанії, у складі автономної спільноти Кастилія-і-Леон, у провінції Паленсія. Населення — 102 особи (2010).
Муніципалітет розташований на відстані близько 170 км на північ від Мадрида, 21 км на південний схід від Паленсії.

## Демографія
Динаміка населення (INE ):